# Heidi Westphal
Heidi Westphal, född den 5 juli 1959 i Gnoien i Tyskland, är en östtysk roddare.
Hon tog OS-silver i dubbelsculler i samband med de olympiska roddtävlingarna 1980 i Moskva.